# コンポラキッド

『コンポラキッド』（Konpora Kid）は、もとはしまさひでによる日本の漫画、およびそれを原作としたテレビアニメシリーズ。『週刊少年マガジン』（講談社）において連載された。元々は『コンポラ先生II大ちゃんJR』（コンポラせんせいツーだいちゃんジェイアール）というタイトルだったのがアニメ化の際に、原作もアニメに合わせて改題され、児童漫画誌『コミックボンボン』でも連載された。
前作『コンポラ先生』（『週刊少年マガジン』1981年23号（5月20日号） - 1984年30号（7月11日号））の後を受け、同作の第2部『コンポラ先生II』として『週刊少年マガジン』1984年33号（8月1日号）から1985年9号（2月13日号）まで連載され、1985年13号（3月13日号）から『コンポラキッド』と改題、同年52号（12月11日号）で連載終了。また、並行して『コミックボンボン』にも1985年4月号から1986年1月号まで連載。

## 概要
旧タイトルのとおり『コンポラ先生』の続編であるが、前作が元不良の教師晴海大五郎が型破りな授業を通じてクラスをまとめあげていく、連載当時の現代（1980年代）を舞台にした学園漫画だったのに対し、本作は未来世界を舞台として、前作の主人公の息子である大五郎JRを主人公としたSF学園ギャグとなっている。なお、前作ではまだ結婚していなかった大五郎と真知子が本作では結婚10年目であり、2人の子である大五郎JRが8歳という設定からすると、前作からは十数年後ということになる一方、作品冒頭では「どのくらいの未来かというと‥‥人類の努力しだいで5年後になるか‥‥はたまた数百年後になるか‥‥」と語られており、設定年代は曖昧にされている。
不良漫画として10代後半の読者をターゲットにしていた前作と比較すると、本作においては反重力技術が実用化されて各家庭の住居が空中に浮かんでいたり、主人公のJRが8歳の子供にもかかわらず教師になっていたりと、児童向け漫画的設定が導入されている。またキャラクターの描き方も、前作がリアルな頭身になっていたのに対し、本作では3頭身のコミカルな描き方になっている。

## ストーリー
時は未来。世の中は義務教育が廃止され、小学校といえども幼児から果ては30代の大人までもが同じ教室で学ぶ時代となった。
JR（ジェイアール）こと晴海大五郎JR（ジュニア＝Jr.）は、わずか8歳ながらトラッド学園の小学校で家庭科の教師として教鞭をとるのであった。

## 単行本
- 『コンポラ先生II大ちゃんJR』1-2 講談社コミックス、1984年12月 - 1985年3月。
- 『コンポラキッド』1-5 講談社コミックス（3巻のみ講談社コミックスボンボン）、1985年6月 - 1986年3月。

単行本は全7巻であり、第2巻まで『コンポラ先生II大ちゃんJR』として刊行された後、3巻目から『コンポラキッド』と改題され、巻数がリセットされている。また、『コンポラキッド』の第3巻のみレーベルが講談社コミックスマガジン（KCM）でなく講談社コミックスボンボン（KCB）、という変則的な構成となっている。

## アニメ版
1985年6月3日から同年12月23日まで、テレビ朝日系で毎週月曜日19:00 - 19:30の時間帯にて放送された。全27話。
本作終了後は金曜19:30枠からメタルヒーローシリーズがこの枠に移動（空いた金曜19:30枠は『宇宙船サジタリウス』が開始）したため、テレ朝月曜19時前半枠のアニメは1987年10月の『藤子不二雄ワールド』（19:00 - 19:20枠に『プロゴルファー猿』を放送）開始まで1年9ヵ月のブランクが生じた。

### キャスト
- JR - 松島みのり
- 大五郎（パパ） - 千葉繁
- 真知子（ママ） - 梨羽由記子
- 次郎長 - 上村典子
- 神竜教頭 - 銀河万丈
- 有見衣音 - 荘真由美
- ヨー - 堀川亮
- ラン - 小林通孝
- トリオ - 大竹宏

### スタッフ
- 企画：山口康男、横山和夫（東映動画）
- 原作：もとはしまさひで
- 音楽：田中公平
- キャラクターデザイン：山口泰弘
- 美術デザイン、美術：池田祐二
- シリーズディレクター：森下孝三
- 製作担当：武田寛
- 製作担当補：樋口宗久
- テレビ朝日プロデューサー：加藤守啓
- 特殊効果：中島正之、山本功 他
- 撮影：佐藤隆郎
- 編集：吉川泰弘
- 録音：立花康夫、波多野勲
- 効果：今野康之
- 選曲：宮下滋
- 演出助手：広嶋秀樹、堀川和政 他
- 製作進行：鈴木利之、岩井信吾 他
- 美術進行：鳥本武
- 記録：原芳子
- 現像：東映化学
- 制作：テレビ朝日、東映

### 主題歌・挿入歌
オープニングテーマ - 『コンポラキッド』
作詞・作曲 - 古田喜昭 / 編曲 - 有澤孝紀 / 歌 - ワッフル
エンディングテーマ - 『未来学園TORAD』
作詞・作曲 - 古田喜昭 / 編曲 - 有澤孝紀 / 歌 - ワッフル
挿入歌
- 『なにがなんでも音頭』
  - 作詞：寺田憲史 / 作曲：古田喜昭 / 編曲：有澤孝紀 / 歌 - 千葉繁
- 『早起きロックンロール』
  - 作詞：寺田憲史 / 作曲：古田喜昭 / 編曲：有澤孝紀 / 歌 - 青野武

主題歌と挿入歌のEPレコードは、日本コロムビアから発売された。

### 放送リスト
放送日は、テレビ朝日、および同局との同時ネット局のもの。
| 話数 | サブタイトル                                          | 脚本     | (絵コンテ) 演出     | 作画監督   | 放送日        |
| ---- | ----------------------------------------------------- | -------- | ------------------- | ---------- | ------------- |
| 1    | ボクがウワサの8才先生                                 | 小山高男 | 森下孝三            | 山口泰弘   | 1985年 6月3日 |
| 2    | ドドンガドンの海竜ジロッチョ                          | 小山高男 | 池田裕之            | 永木龍博   | 6月10日       |
| 3    | パパのパパちゃんがやって来た                          | 柳川茂   | 遠藤勇二            | 下田正美   | 6月17日       |
| 4    | 愛のムチだよビシッ!                                   | 小山高男 | (東野竜夫) 川端蓮司 | 志田正博   | 7月1日        |
| 5    | ナニが何でもボクちゃん誕生                            | 寺田憲史 | 新田義方            | 小林まゆみ | 7月1日        |
| 6    | ボギッ、次郎長はキューピット                          | 柳川茂   | 森下孝三            | 佐々門信芳 | 7月15日       |
| 7    | 給食ロボあっつあつ28号登場                            | 寺田憲史 | 池田裕之            | 下田正美   | 7月22日       |
| 8    | 宇宙へ飛び出せ!コンポラファミリーのわくわく冒険大旅行 | 小山高男 | 新田義方            | 山口泰弘   | 7月29日       |
| 9    | 恐竜時代へひとっ飛び                                  | 柳川茂   | (東野竜夫) 堀川和政 | 山口泰弘   | 8月5日        |
| 10   | 衣音ガンバのマラソン大会                              | 柳川茂   | 遠藤勇二            | 永木龍博   | 8月12日       |
| 11   | ビックリ美人に学園どっきり                            | 小山高男 | 新田義方            | 深沢幸司   | 8月19日       |
| 12   | 紅白SFハチャメチャ運動会                              | 寺田憲史 | 川端蓮司            | 直井正博   | 9月2日        |
| 13   | テストはイヤ!!次郎長の家出                            |          | 森下孝三            | 佐々門信芳 | 9月9日        |
| 14   | 突然のお見合いで恐縮です                              | 寺田憲史 | 池田裕之            | 下田正美   | 9月16日       |
| 15   | 勇気百倍!失敗よりオッパイ                             | 小山高男 | 堀川和政            | 永木龍博   | 9月23日       |
| 16   | ママちゃんはイチゴが大嫌い                            | 寺田憲史 | 遠藤勇二            | 深沢幸司   | 10月7日       |
| 17   | クッキーのうらみはコワイぞ                            | 柳川茂   | 池田裕之            | 直井正博   | 10月14日      |
| 18   | パパちゃんのツッパリ絵日記                            | 寺田憲史 | 山内重保            | 山口泰弘   | 10月21日      |
| 19   | 次郎長はサーカスの大スター                            | 柳川茂   | (遠藤克己) 川端蓮司 | 下田正美   | 10月28日      |
| 20   | ブルルッ!減点ロボにご用心                             | 小山高男 | 新田義方            | 佐々門信芳 | 11月4日       |
| 21   | 転校生はさびしん坊                                    | 寺田憲史 | 池田裕之            | 深沢幸司   | 11月11日      |
| 22   | ちびっ子ギャングがやって来た                          | 柳川茂   | (遠藤克己) 堀川和政 | 直井正博   | 11月18日      |
| 23   | 大変!トラッド学園が盗まれた                           | 寺田憲史 | (落合正宗) 川端蓮司 | 永木龍博   | 11月25日      |
| 24   | ショガク星から来たモモコン                            | 小山高男 | 新田義方            | 下田正美   | 12月2日       |
| 25   | 危険!氷の上のラブ・ソング                             | 寺田憲史 | (池田裕之) 堀川和政 | 佐々門信芳 | 12月9日       |
| 26   | 衣音のとっても幸せキッス                              | 柳川茂   | (東野竜夫) 川端蓮司 | 永木龍博   | 12月16日      |
| 27   | とらっど学園・5年桜組は不滅ちゃん!                    | 小山高男 | 新田義方            | 佐々門信芳 | 12月23日      |

## その他
本作関連の公式グッズはほとんど制作されず、セイカノート（現・サンスター文具 セイカレーベル）から発売された文房具やかるたなどがある程度であった。
ビデオソフトもテレビスペシャルとして制作された第8話がVHSとして販売されたのみであり、ネット配信すら行われていない。

## 放送局
※放送系列は放送当時、放送日時は個別に出典が提示してあるものを除き、1985年12月終了時点のものとするのものとする。
| 放送地域       | 放送局             | 放送日時           | 放送系列                      | 備考       |
| -------------- | ------------------ | ------------------ | ----------------------------- | ---------- |
| 関東広域圏     | テレビ朝日         | 月曜 19:00 - 19:30 | テレビ朝日系列                | 制作局     |
| 北海道         | 北海道テレビ       | 月曜 19:00 - 19:30 | テレビ朝日系列                |            |
| 青森県         | 青森放送           | 月曜 19:00 - 19:30 | 日本テレビ系列 テレビ朝日系列 |            |
| 秋田県         | 秋田テレビ         | 月曜 19:00 - 19:30 | フジテレビ系列 テレビ朝日系列 |            |
| 山形県         | 山形放送           | 月曜 19:00 - 19:30 | 日本テレビ系列 テレビ朝日系列 |            |
| 宮城県         | 東日本放送         | 月曜 19:00 - 19:30 | テレビ朝日系列                |            |
| 福島県         | 福島放送           | 月曜 19:00 - 19:30 | テレビ朝日系列                |            |
| 新潟県         | 新潟テレビ21       | 月曜 19:00 - 19:30 | テレビ朝日系列                |            |
| 静岡県         | 静岡けんみんテレビ | 月曜 19:00 - 19:30 | テレビ朝日系列                | [ 注釈 3 ] |
| 福井県         | 福井放送           | 月曜 19:00 - 19:30 | 日本テレビ系列                |            |
| 中京広域圏     | 名古屋テレビ       | 月曜 19:00 - 19:30 | テレビ朝日系列                |            |
| 近畿広域圏     | 朝日放送           | 月曜 19:00 - 19:30 | テレビ朝日系列                | [ 注釈 4 ] |
| 広島県         | 広島ホームテレビ   | 月曜 19:00 - 19:30 | テレビ朝日系列                |            |
| 山口県         | 山口放送           | 月曜 19:00 - 19:30 | 日本テレビ系列 テレビ朝日系列 |            |
| 香川県・岡山県 | 瀬戸内海放送       | 月曜 19:00 - 19:30 | テレビ朝日系列                |            |
| 福岡県         | 九州朝日放送       | 月曜 19:00 - 19:30 | テレビ朝日系列                |            |
| 鹿児島県       | 鹿児島放送         | 月曜 19:00 - 19:30 | テレビ朝日系列                |            |
| 山梨県         | テレビ山梨         | 木曜 17:20 - 17:50 | TBS系列                       |            |
| 長野県         | テレビ信州         | 金曜 17:00 - 17:30 | 日本テレビ系列 テレビ朝日系列 | [ 注釈 5 ] |
| 高知県         | テレビ高知         | 火曜 16:00 - 16:30 | TBS系列                       |            |
| 宮崎県         | 宮崎放送           | 土曜 7:00 - 7:30   | TBS系列                       |            |
| 沖縄県         | 沖縄テレビ         | 火曜 19:00 - 19:30 | フジテレビ系列                |            |